# Касимова, Ирина Николаевна
Ирина Николаевна Касимова (род. 9 апреля 1971, Караганда, Карагандинская область, Казахская ССР, СССР) — российская тяжелоатлетка, выступавшая в весовой категории до 69 килограммов. Участница Олимпийских игр и призёр чемпионата мира.

## Биография
Ирина Касимова родилась 9 апреля 1971 года. Выступала за Вооружённые силы РФ.

## Карьера
Тренировалась под руководством Солтана Каракотова.
Ирина Касимова приняла участие на взрослом чемпионате мира по тяжёлой атлетике 1998 года в Лахти в весовой категории до 69 килограммов (собственный вес 68,48 кг). Касимова подняла в рывке 97,5 килограмма, а во втором упражнении — толчке — справилась с 127,5 кг. Её суммарный результат в 225 килограммов позволил стать бронзовым призёром.
На чемпионате России 1999 года завоевала золото с результатом 225 кг (100 + 125). На чемпионате мира 1999 года в Афинах Ирина Касимова вновь выступала в весовой категории до 69 кг (собственный вес 68,92 кг), но несмотря на улучшение суммарного результата до 227,5 кг (97,5 + 130) она стала лишь пятой.
Касимова участвовала на Олимпийских играх в Сиднее, где дебютировала женская тяжёлая атлетика, и заняла шестое место с результатом 230 килограммов. Она подняла 100 килограммов в рывке и затем толкнула снаряд на 130 килограммов.